# Jules-Hippolyte Delaroche
Pour les articles homonymes, voir Delaroche.
Jules-Hippolyte Delaroche ou Jules Delaroche, né le 3 avril 1795 à Paris et mort le 23 novembre 1849 à Versailles, est un peintre français.

## Biographie
Jules-Hippolyte Delaroche est le fils de Grégoire-Hippolyte Delaroche (1760-1839), marchand d'art, et de Marie Catherine Begat. Il est l'ainé de Paul Delaroche.
Il entre aux Beaux-Arts de Paris en 1814.
Élève de Jacques-Louis David et Antoine-Jean Gros, il remporte en 1818 le prix du torse.
Peintre d'histoire, il expose au Salon à partir de 1819.
Il se retire de la peinture afin de laisser son frère s'épanouir chez Antoine-Jean Gros.
Il effectue un service armé en tant que grenadier au 2e bataillon de la 10e légion de la garde nationale de Paris.
En 1835, il épouse Marie Catherine Elisabeth Victoire Chefdeville. Parmi leurs enfants, Jules-Hyppolite-Léon Delaroche (1837-1897) sera propriétaire du Progrès, et Paul-Hyppolite Delaroche (1835-1901) en sera administrateur.
Il devient directeur du Mont-de-piété.
Il meurt à son domicile de Versailles à l'âge de 54 ans, Horace Vernet est témoin du décès devant l'état civil.

## Distinction
- Chevalier de la Légion d'honneur (16 janvier 1816)[1]